# Slánoll
Slánoll, figlio di Ollom Fotla (fl. XIII secolo a.C.), è stato, secondo la tradizione leggendaria e storica, re supremo d'Irlanda, succedendo sul trono alla morte del fratello Fínnachta.
Dopo 15 anni di regno o 17 o 30 fu trovato morto per cause sconosciute nel suo letto a Tara. Gli succedette il fratello Géde Ollgothach. Secondo Goffredo Keating regnò dall'895 all'880 a.C., mentre per gli Annali dei Quattro Maestri dal 1257 al 1241 a.C.